# 19417 Мадленхо
19417 Мадленхо (19417 Madelynho) — астероїд головного поясу, відкритий 20 березня 1998 року.
Тіссеранів параметр щодо Юпітера — 3,500.